# Skeinge
Skeinge är en sätesgård i Hässleholms kommun i Skåne omedelbart sydväst om Skeingesjön. Den ligger i Verums socken (församling, distrikt) och har Osby som postadress och närmaste större samhälle (cirka 4 kilometer).
Herrgården är från 1640. Den förvärvades på 1730- eller 1740-talet av friherre Johan von Brehmer, som var ogift, och som gjorde den till fideikomiss för sin systerdotters son och dennes arvingar med släktnamnet Wrangel von Brehmer. Nuvarande byggnad är från 1750-talet. Gården avyttrades 1812 varvid fideikommisset flyttades till Hyby i Svedala kommun.
Skeinge är nu (2022) i familjen Brunnströms ägo.
Nära herrgården finns en privat begravningsplats, som har använts för medlemmar av tidigare och nuvarande ägarfamiljer. 
En äldre sten minner om två barn till 
ägaren greve Harald Holck, vilka med två veckors mellanrum avled i difteri år 1881.

## Skeingeborg
På en holme i Skeingesjön finns ruiner av en borg, Skeingeborg, som troligen byggts sent på 1100-talet eller i början av 1200-talet. Troligen var byggherren någon av ärkebiskoparna i Lund, Eskil eller Absalon Hvide. Det är osäkert varför borgen kom till. Det kan ha varit närheten till riksgränsen mot Sverige, eller som ett led i koloniseringen av Göingebygden. Biskopen kan också ha haft intresse i träkolsframställning och järnbruk i trakten. Borgen övergavs dock förmodligen redan på 1300-talet. 
Skeingeborg är unik genom sin åttakantiga ringmur. Muren är 120 meter i omkrets och 40 meter i diameter. Den är 1,5 meter tjock och har varit fem meter hög, troligen därtill krönt med en kanske två meter hög träkonstruktion. Den enda ingången är en blott meterbred port. Materialet i muren är kalkbruksfogade gråstensblock, vilka måste ha krävt stora arbetsinsatser för att flytta till ön. Inne på borggården har arkeologer hittat rester av ett knuttimrat hus för borgherren och några mindre byggnader för manskap och troligen stall. Bland andra småfynd har man hittat mynt med präglingsår mellan 1167 och 1286.
Namnet skrevs första gången "Scheffuingeborg", 1515 i Palteboken. Från 1700-talet och ända in på 1980-talet var "Scheviaborg" en vanlig benämning, men numera föredras benämningen Skeingeborg.

## Lars Wivallius
Björkeberga är idag granngården till Skeinge. Det är oklart hur namnen användes i äldre tider och om gårdarna då hörde samman.
Poeten och äventyraren Lars Wivallius ställde till skandal när han under falsk identitet gifte sig med Gertrud Grip på Björkeberga 1629. Händelsen är omskriven i Kärlekssagan på Björkeberga av Albert Ulrik Bååth och i en roman av Lars Widding, Spefågeln. Dessutom har Henrik Schück behandlat ämnet historiskt i sin Wivalliusbiografi En äventyrare, som även ingår i Schücks Svenska bilder, del 3, tryckt 1940. Den senaste genomgången av dramat gör Tord Jöran Hallberg i Familjen Grip och Lars Wivallius i nytt ljus (2010).